# مهدی‌آباد (تاکستان)
مهدی‌آباد (تاکستان)، روستایی از توابع بخش مرکزی شهرستان تاکستان در استان قزوین ایران است که در فاصله ۲۲ کیلومتری شهرستان تاکستان قرار دارد.

## جمعیت
این روستا در دهستان قاقازان شرقی قرار دارد و براساس سرشماری مرکز آمار ایران در سال ۱۳۸۵، جمعیت آن ۷۵۸ نفر (۱۵۷خانوار) بوده است.